# Тонкеріс (Алакольський район)
Тонкері́с (каз. Төңкеріс) — село у складі Алакольського району Жетисуської області Казахстану. Входить до складу Жиландинського сільського округу.
У радянські часи село називалось Тонкеріс, до 2024 року називалось Ашим.
Населення — 181 особа (2021; 183 у 2009, 294 у 1999, 443 у 1989).